# Йосеф Га-Машбір
Йосеф Га-Машбір (Йосеф бен Шмуель бен Ісаак) — караїмський богослов та письменник XVII ст.
Газан Йосеф походив з Деражні на Поділлі і прославився своїми тлумаченнями Псалмів Давида. Він отримав прізвисько Га-Машбір, що в перекладі означає «постачає хлібом». Більшу частину свого життя він прожив в Галичі. Помер в 1700 році.
Йосеф став засновником династії релігійних лідерів галицької громади. Після нього газанами стали його сини Моше і Шмуель. В 1802 році лінія цих релігійних діячів перервалася.
Могила Га-Машбіра на караїмському кладовищі у Галичі зберіглася до Першої світової війни. На надгробку була присутня така епітафія: «Нехай буде записаний до останнього покоління той день, який приніс багато нещастя, зламав серця і поховав колодязь мудрості — таємничі і красиві його сентенції — на століття нехай прославляє цей пам'ятник ім'я його: Йосефа Га-Машбіра з міста Орон».